# Legacy of Kain
Legacy of Kain (с англ. — «Наследие Каина») — серия компьютерных игр в жанре action-adventure. Первая игра серии была разработана канадской студией Silicon Knights и издана Crystal Dynamics, все последующие были разработаны самой Crystal Dynamics, оставившей за собой права на серию по итогам судебного разбирательства, и изданы Eidos Interactive (позднее Square Enix Europe). Игры серии выпускались для ряда игровых консолей и Windows.
События игр серии разворачиваются в вымышленном мире под названием Носгот, оформленном в духе тёмного фэнтези, и охватывают довольно большой промежуток времени — несколько тысяч лет. Геймплей игр, как правило, соединяет в себе исследование мира, бои с различными противниками и решение разнообразных головоломок, часто с использованием сверхъестественных способностей игровых персонажей. Большинство игр серии так или иначе посвящено судьбе антигероя-вампира по имени Каин, пытающегося действовать наперекор собственной судьбе и вернуть в мир нарушенный порядок; игра Legacy of Kain: Soul Reaver вводит второго антигероя Разиэля — некогда тоже вампира, вернувшегося с того света в виде мстительного призрака.
Пять игр основной серии объединены сложным сквозным сюжетом о приключениях Каина и Разиэля; этот сюжет поднимает такие темы, как судьба, предопределение и свобода воли, нравственность, искупление грехов и странствия героя, и был создан под влиянием большого числа литературных и религиозных источников — от античной литературы и учения гностиков до шекспировских трагедий и современной литературы ужасов. Игры серии получали очень высокие отзывы критиков, особо отмечавших озвучивание персонажей, сценарии и визуальный дизайн; на 2007 год было продано в совокупности 3,5 миллиона копий игр серии. В разные годы в разработке находились и другие игры серии, создание которых по тем или иным причинам было отменено.

## История разработки
| 1996 | Blood Omen: Legacy of Kain    |
| 1997 |                               |
| 1998 |                               |
| 1999 | Legacy of Kain: Soul Reaver   |
| 2000 |                               |
| 2001 | Legacy of Kain: Soul Reaver 2 |
| 2002 | Legacy of Kain: Blood Omen 2  |
| 2003 | Legacy of Kain: Defiance      |

Идея Blood Omen: Legacy of Kain принадлежала игровому дизайнеру Денису Дьяку (англ. Denis Dyack), основателю студии Silicon Knights. Первая концепция игры под названием The Pillars of Nosgoth была разработана в 1993 году совместно Дьяком и писателем Кеном Маккалоком (англ. Ken McCulloch). Дьяк хотел создать игру, «которая понравилась бы взрослым», где приходилось бы полагаться прежде всего на ум и реакцию, с сильной литературной и кинематографической составляющими. Издателем игры стала компания Crystal Dynamics; разработка игры заняла больше трех лет, причем изначально немногочисленная группа разработчиков за это время сильно разрослась. Игра была выпущена в конце 1996 года, получив высокие оценки критики.
В 1997 году началась разработка сиквела под условным названием Kain 2: Soul Reaver, в дальнейшем Legacy of Kain: Soul Reaver. В ходе разработки отношения между Silicon Knights и Crystal Dynamics испортились, и Silicon Knights, разорвав прежние отношения с Crystal Dynamics, попытались закрыть разработку игры судебным путём. Иск создателей первой игры к Crystal Dynamics был в конечном счете проигран, и права на товарный знак Legacy of Kain и разработку дальнейших игр серии остались в руках Crystal Dynamics. Из-за судебных проблем релиз игры, изначально намеченный на октябрь 1998 года, многократно переносился. В итоге игра вышла лишь в августе 1999 года. Несмотря на трудную судьбу в разработке, игра была принята на ура критикой и снискала немалый коммерческий успех — её продажи составили свыше полутора миллионов копий; открытая концовка игры говорила о желании разработчиков продолжить её сюжет в следующей игре серии.
Пока Soul Reaver находилась в разработке, Crystal Dynamics параллельно начала создание и третьей игры серии, уже непосредственного продолжения Blood Omen: Legacy of Kain, собрав для этого ещё одну группу разработчиков. Поскольку после выхода Legacy of Kain: Soul Reaver её создатели немедленно занялись созданием продолжения, получилось, что одновременно в разработке находятся две игры серии: Legacy of Kain: Soul Reaver 2 и Legacy of Kain: Blood Omen 2, и над ними работают разные команды.
Legacy of Kain: Soul Reaver 2 была выпущена уже в 2001 году, сначала как эксклюзив для новой на тот момент игровой консоли PlayStation 2, затем и на Windows. Игра также получила похвалу критиков и приобрела коммерческий успех, хотя ей и не удалось повторить триумф Soul Reaver. Спустя полгода, в 2002 году, вышла и Legacy of Kain: Blood Omen 2 — сразу на четырёх платформах и с достаточно высокими продажами, несмотря на более скромные по сравнению с предыдущими играми оценки игровой прессы.
Пятая игра серии разрабатывалась изначально как Soul Reaver 3, однако в ходе разработки создатели решили объединить в ней обе подсерии (Blood Omen и Soul Reaver). Игра была выпущена под названием Legacy of Kain: Defiance в 2003 году и стала последней игрой серии. Игра была высоко оценена критикой, но компания-издатель Eidos сочла продажи игры неудовлетворительными.
Вскоре после этого Эми Хенниг, директор и сценарист Soul Reaver, Soul Reaver 2 и Defiance, покинула компанию Crystal Dynamics и перешла работать в студию Naughty Dog. Вслед за ней туда же ушёл работать и главный дизайнер серии Ришар Леманшар (Richard Lemanchard). Ещё один ключевой сотрудник Crystal Dynamics, Дженнифер Фернандес (Jennifer Fernández), вовсе покинула игровую индустрию; в 2006 году скончался актёр Тони Джей, озвучивавший в серии Legacy of Kain Старшего бога и ряд других персонажей. В 2007 году в возрасте 29 лет умер Кайл Маннерберг, ещё один немаловажный для серии дизайнер. Таким образом, ключевые для серии Legacy of Kain разработчики и актёры озвучивания более не занимаются серией.
В конце 2010 года для игры Lara Croft and the Guardian of Light, также разработанной Crystal Dynamics, вышло официальное дополнение под названием Raziel & Kain Characters Pack, позволяющее заменить главных героев игры — Лару и Тотека — на Разиэля и Каина.

## Игры
Blood Omen: Legacy of Kain представляет собой двухмерную игру с видом сверху. Blood Omen: Legacy of Kain принадлежит к жанру action-adventure / hack and slash RPG и в определённой степени близка играм серии The Legend of Zelda: персонаж достаточно свободно обследует игровой мир, открывая секреты и получая новые способности. Однако, в отличие от Legend of Zelda, игра представляла игроку намного более мрачный мир, более схожий с миром Diablo, и сложный литературный сюжет. Главный герой игры, дворянин Каин, убитый разбойниками, возвращается к жизни в образе вампира и обретает новую цель: убить обезумевших хранителей Колонн, чья деятельность ведет к разрушению Носгота.
Legacy of Kain: Soul Reaver, как и все последующие в серии, была создана другой командой разработчиков — Crystal Dynamics. В основу игрового процесса была положена собственная игровая концепция Crystal Dynamics под условным названием Shifter, построенная на возможности перемещений между параллельными мирами. От двухмерной графики разработчики перешли к трехмерной, с перемещениями по трехмерным же лабиринтам и многочисленными физическими головоломками; это дало основания многим обозревателям сравнивать Legacy of Kain: Soul Reaver с играми другой знаменитой серии Eidos — Tomb Raider, а также с новой на тот момент частью The Legend of Zelda — The Legend of Zelda: Ocarina of Time, претерпевшей схожую эволюцию по сравнению с предыдущими частями. Разиэль должен обойти Носгот, уничтожив Каина и своих «братьев»-вампиров, превратившихся в чудовищ.
Legacy of Kain: Soul Reaver 2 — непосредственное продолжение Soul Reaver, продолжающее историю с того же места, на котором оборвалась предыдущая игра. Разработчики поставили перед собой цель сохранить все составляющие игры, сделавшие Soul Reaver столь удачной игрой, но предпочли отказаться от модели «пройди уровень, убей босса» в пользу подчинения геймплея игры сюжету. Разиэль продолжает свою погоню за Каином, сталкиваясь при этом с вопросами о собственных природе и судьбе.
Legacy of Kain: Blood Omen 2 была создана другой группой разработчиков внутри Crystal Dynamics и несколько отличается от двух предыдущих игр. Она более линейна и более ориентирована на бои с игровыми противниками; головоломки упрощены, отсутствует необходимость возвращения в предыдущие локации для продвижения по игре. Игра призвана заполнить сюжетный пробел между Blood Omen, Soul Reaver и Soul Reaver 2, раскрывая события новой временной линии и роль расы хильденов в истории Носгота. Главным героем Blood Omen 2 снова является Каин, местом действия игры — индустриальный город Меридиан.
Legacy of Kain: Defiance, заключительная часть серии, является непосредственным продолжением Soul Reaver 2. При создании игры разработчики попытались найти новый подход к серии, существенно нарастив сюжетную составляющую игры, увеличив роль боев и уменьшив количество лабиринтов и головоломок. Бои по сравнению с предыдущими играми усложнены и обогащены новыми возможностями, в частности, способностью обоих героев игры к телекинезу. Игра разделена на пятнадцать глав, в восьми из которых игрок управляет Каином и в семи — Разиэлем, попеременно. Действие игры проходит в разных временных эпохах и разных местах Носгота.
Nosgoth, в отличие от предыдущих игр серии, Nosgoth представляет собой бесплатную многопользовательскую компьютерную игру в жанре шутера от третьего лица. Её действие происходит после казни Разиэля и исчезновения Каина в начале Legacy of Kain: Soul Reaver; в соответствии с сюжетом игры, различные кланы вампиров сражаются за власть над оставшейся без правителя империей Каина, а люди пытаются отвоевать у вампиров свою землю. Геймплей игры представляет собой сражения на аренах между двумя командами игроков из четырёх человек, вампиры против людей, причем вампиры полагаются в основном на ближний бой и высокую подвижность, а люди — на меткую стрельбу с расстояния. Открытое бета-тестирование игры проходило с января 2015 года, 31 мая 2016 года серверы бета-версии игры были закрыты — таким образом, Nosgoth была отменена без официального выпуска.

### Отмененные игры
Компания Ritual Entertainment в 2004 году некоторое время занималась разработкой следующей части серии под условным названием Legacy of Kain: Dark Prophecy для PlayStation 2 и XBox, однако после трех месяцев разработки проект был закрыт.
Летом 2013 года на интернет-форуме NeoGAF были опубликованы материалы из закрытой игры под названием Legacy of Kain: Dead Sun. Игра разрабатывалась на движке Unreal Engine 3 для PC и консолей — PlayStation 3, Xbox 360 и PlayStation 4, причем компания Climax Group занималась разработкой однопользовательской составляющей игры, а Psyonix Studios — многопользовательской. Разработка игры велась в течение трех лет, пока не была закрыта решением Square Enix в 2012 году. Позже Джордж Келион, менеджер Square Enix по связям с игровым сообществом, и Саймон Гарднер, глава Climax Group, официально подтвердили, что проект под таким названием существовал и был закрыт. Келлион также опубликовал несколько концепт-артов из невыпущенной игры.
В феврале 2015 года в сети оказался трейлер отмененной Legacy of Kain: Dead Sun от Climax, который, по всей видимости, должен был дебютировать на Е3 2012. Второй ролик — это запись кат-сцены, которая предваряет схватку с боссом. По информации пользователя NeoGAF под ником Mama Robotnik, игра разрабатывалась под кодовым названием Black Cloth, а трейлер для E3 был создан CG-подразделением компании Square Enix.

## Сюжет
Игры серии объединяет сквозной сюжет, подаваемый в виде сцен на движке игры (в Blood Omen — в виде видеовставок), диалогов персонажей и монологов главного героя (Каина или Разиэля), где события излагаются в прошедшем времени. Игры включают в себя неоднократные путешествия во времени и изменения истории Носгота, поэтому сюжет охватывает события в самых различных местах и эпохи в прошлом, настоящем и будущем.

### Предыстория
За тысячи лет до Каина и Разиэля Носгот был домом для двух древних рас — древних вампиров и хильденов. Древние вампиры — крылатая синекожая раса, владевшая магией — поклонялись бессмертной могущественной сущности, известной как Старший бог (англ. Elder God). Более технологически развитые хильдены вполне справедливо считали Старшего бога чудовищем, пожирающим души поклоняющихся ему. Религиозная война между древними вампирами и хильденами шла тысячелетиями. Наконец, древние вампиры изгнали хильденов за пределы материального мира, в измерение демонов, и воздвигли Колонны Носгота, поддерживающие порядок в мире и удерживающие хильденов от возвращения в Носгот. Круг хранителей был назначен сохранять Колонны в целости и сохранности.
Однако хильдены прокляли своих гонителей, сделав древних вампиров вампирами в буквальном смысле — бездушными, бесплодными и одержимыми жаждой крови. Таким образом, древние вампиры были отсечены от Колеса Судеб — природного круговорота рождений и смертей. Старший бог отвернулся от древних вампиров и заставил большинство из них совершить самоубийство, и на замену им вывел на сцену истории новую смертную расу — людей. Хотя древние вампиры научились передавать свой «темный дар» вампиризма людям, породив на свет вампиров человеческого происхождения, это не спасло их собственную расу от вымирания, а Колонны Носгота стали выбирать себе хранителей из людей.

### Blood Omen
Спустя много веков дворянин Каин, бежавший от свирепствующей в его родном городе Курхагене чумы, погиб в чужих краях от рук банды разбойников. Один из хранителей Колонн — некромант Мортаниус — воскрешает Каина, предоставив ему возможность отомстить убийцам. Ещё одна хранительница, Ариэль, предлагает Каину уничтожить её бывших коллег по Кругу, отступившихся от своих обязанностей и виновных в обветшании Колонн, что привело к упадку Носгота. Каин, прибегнув к помощи старого и опытного вампира Ворадора, а также таинственного мудреца — Оракула Носгота — убивает большую часть хранителей, поднимает королевство Виллендорф на войну против варварских легионов Немезиды и для завершения своей миссии с помощью машины времени путешествует на 50 лет в прошлое, чтобы убить короля Уильяма Праведного — будущего Немезиду — до того, как тот начнет разрушать Носгот. К ужасу и удивлению Каина, по возвращении в настоящее он застает изменённый мир: в новой временной линии вампиры почти истреблены; Каин сыграл на руку заговорщикам внутри Круга. Каин сражается с Неназываемым (Хаш’ак’гиком), скрывавшимся под личиной Мортаниуса, и побеждает. В финале игры игрок ставится перед выбором — должен ли Каин пожертвовать собой ради мира в Носготе или дать Колоннам обрушиться. События последующих игр подразумевают, что Каин дал Колоннам рухнуть.

### Soul Reaver
История начинается с того, что Разиэль подходит к трону Каина и расправляет новообретенные крылья. Каин наказывает Разиэля за превосходство его в эволюции, вырывая кости из крыльев, и приказывает сбросить его в Озеро Мёртвых на вечное мучение. По прошествии 1000 лет Старейший Бог воскрешает Разиэля в виде бессмертного духа, чтобы последний стал его «Похитителем Душ» и убил Каина для восстановления Носгота. С помощью Старейшего Бога, Разиэль осваивает своё новое перевоплощение и возвращается в Носгот. Проникая на территорию клана Мелкая, Разиэль встречает своего брата, который превратился в монстра, неспособного поддерживать свою собственную плоть. После долгого разговора, Разиэль вступает в битву с Мелкая, убивает и поглощает его душу. Получив новую способность, от поглощения души, Разиэль встречает Каина в Святилище Кланов, расположенном на руинах Колонн Носгота. В короткой битве Каин одерживает победу, и пытается убить Разиэля с помощью Soul Reaver, сильнейшего меча, способного поглощать души поверженных врагов. Но меч разрушается после удара по Разиэлю, и Каин убегает. Ослабленный битвой, Разиэль переходит в мир духов. Напротив себя он замечает духовную форму Soul Reaver, до которой он дотрагивается. Этим действием он связывает себя с мечом, становясь с ним одним целым. После этого Разиэль встречает Ариэль, которая восстанавливает его силы, и узнает местонахождение своего следующего брата — Зефона.
Разиэль, с огромным риском, входит в кафедральный собор, когда-то населённым людьми, и находит клан Зефона. После долгого подъёма в верхнюю башню собора, перед взором Разиэля восстает Зефон, который обрел форму паука, и тело которого погружено в верхушку башни. Впоследствии Разиэль убивает своего брата, и с помощью новообретенных сил попадает в древнюю усыпальницу, где расположены гробы членов Ордена Сарафан — особого клана людей-охотников на вампиров, убитых задолго до правления Каина. К своему ужасу, Разиэль осознает, что древняя усыпальница была создана для него и его братьев. По жестокой иронии, Каин воскресил членов Ордена Сарафан, и сделал их своими сыновьями-вампирами. Разиэль находит секретный проход под усыпальницей и попадает в затопленный монастырь, населённый кланом Рахаба. Члены клана мутировали в амфибий, а их лидер — Рахаб — превратился в водяного. Встретившись лицом к лицу, Разиэль рассказывает своему брату об их человеческом прошлом, но в ответ Рахаб атакует его. Победив Рахаба и поглотив его душу, Разиэль получает возможность плавать. С этой новой силой он пересекает Озеро Мертвых, и исследует заброшенную крепость своего брата, Думи. Старейший Бог объясняет, что клан Дума был рассредоточен перед атакой охотников на вампиров. В конечном счёте, Разиэль находит своего брата, прикованного к своему трону с помощью пик, протыкающих его сердце. Разиэль освобождает Думу и впоследствии сжигает его заживо в гигантской печи.

Дальше, Разиэль находит Пещеры Оракула, где Мёбиус — Хранитель времени однажды спрятал Хронопласт — магическую машину времени. Пройдя через пещеры, Разиэль обнаруживает Каина в зале управления Хронопластом. В ответ на негодование Разиэля по-поводу прошлого, Каин говорит ему о судьбе и свободе воли. Разиэль атакует Каина, который пытается задействовать Хронопласт. Разиэль получает преимущество в сражении, но Хронопласт активируется и Каин убегает через временной портал. Игнорируя предупреждения Старейшего Бога, Разиэль ступает вслед за Каином. В конце игры Разиэль выходит из портала, и его встречает Мёбиус — Хранитель времени

## Мир

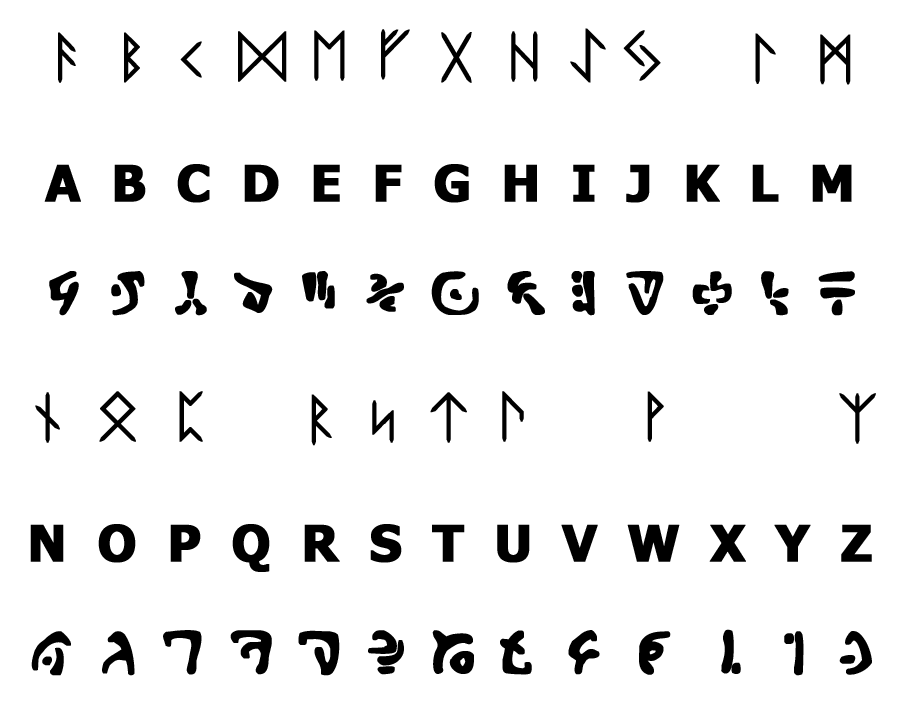
«Кровавые руны» (Blood Script), фигурирующие в Blood Omen, представляют собой изменённые руны старшего футарка.
«Древние надписи», появляющиеся в Defiance, сделаны свободным шрифтом Lovecraft’s Diary. Необычные алфавиты в играх серии нередко используются для шифрования «пасхальных яиц».

Носгот — вымышленный мир в стилистике тёмного фэнтези, в котором происходят события всех игр серии. В Blood Omen: Legacy of Kain Носгот представляет собой мрачную средневековую страну, хотя в Blood Omen 2 показан промышленный город Меридиан, переживающий индустриальную революцию. Границы Носгота были приблизительно очерчены в самой первой игре, Blood Omen. В играх неоднократно подчеркивается, что Носгот — надломленный, умирающий мир. Тем не менее, действие отдельных эпизодов игр серии происходит и в более ранние, более благополучные для Носгота и его жителей эпохи.

### География
География Носгота достаточно разнообразна — здесь есть леса, горы, равнины и болота; климат Носгота умеренно холодный, напоминающий Северную Европу. В эпоху Blood Omen на территории Носгота существует несколько человеческих государств, таких, как теократический Авернус (англ. Avernus) и феодальный Виллендорф (англ. Willendorf). На севере от них находится агрессивное полуварварское королевство Немезиды (англ. Nemesis). Но и эти государства находятся на краю пропасти: одни города объяты чумой, другие — нашествием демонов и других сверхъестественных существ.
В конце первой игры вампир Каин вместе с сокрушением Колонн низвергает человеческую цивилизацию и строит на её руинах собственную империю вампиров. В Soul Reaver 2 Разиэль посещает эпоху примерно через сто лет после крушения Колонн и видит мрачные руины, населенные демонами.
Действие Blood Omen 2 происходит ещё триста лет спустя, в южных землях — намного южнее границ Виллендорфа из первой игры. Каин попадает в индустриальный город людей Меридиан — промышленно развитое и обильно населенное, но неблагополучное экологически место. Стоящий на берегу моря Меридиан окружают пустыни.
Носгот в эпоху Soul Reaver, примерно через тысячу лет после крушения Колонн, снова представляет собой грандиозные руины вампирской империи, мало-помалу разрушаемых природными катаклизмами.

### Космология
Реальность в Носготе состоит, как минимум, из трёх слоёв: «реальный» материальный мир; мир духов (англ. Spectral Realm), подобен астралу в оккультизме), и лежащее за их пределами измерение демонов.
Своеобразный символ Носгота — Колонны (англ. The Pillars), очень древнее сооружение в виде девяти мраморных колонн. Колонны уходят в бесконечность как вверх, так и под землю. Круг Девяти (англ. Circle of Nine) — девять бессмертных чародеев — были связаны каждый со своей Колонной, и каждая Колонна отражала душевное здоровье её хранителя, деградируя и разрушаясь вместе с ним. Если хранитель Колонны все-таки умирал, ему на смену приходил другой. Каждая колонна и хранитель отождествляют одну из девяти стихий Носгота: Разум, Измерение, Конфликт, Природа, Энергия, Время, Состояния, Смерть. Колонны были в буквальном смысле опорами Носгота, удерживающие мир в равновесии. Но у Колонн была ещё одна роль: они удерживали за пределами Носгота его бывших хозяев — древнюю расу хильденов (англ. Hylden).

### Обитатели Носгота

#### Современные

Эмблема Каина, появляющаяся в играх серии, начиная с Soul Reaver. Подобные эмблемы носят и другие вампирские кланы в Носготе.

Носгот населен преимущественно людьми, вынужденными соседствовать с вампирским меньшинством. Крупнейшие города и соборы в Носготе были построены людьми, и из людей состоит орден Сарафан (англ. Sarafan), призванный истребить всех вампиров.
Вампиры Носгота когда-то тоже были людьми. Они сохраняют сходство с людьми, хотя у вампиров преимущественно бледная кожа и длинные клыки; они восстанавливают жизненные силы, поглощая кровь других живых существ. Вампиры с «рождения» обладают сверхъестественными способностями, способны применять различную магию, многие умеют менять облик, превращаясь в летучих мышей, волка или туман. Солнечный свет и вода для большинства вампиров смертельны, убивая их мгновенно, хотя старых и могущественных вампиров, таких как Каин и Ворадор, солнечный свет лишь ослабляет. Вампиры не могут размножаться, и для пополнения своих рядов они обращают в вампиров людей, в том числе и умерших, передавая им «темный дар».
Потомки Ворадора, первого вампира-человека, владели только одним каким-то даром. Все они были истреблены в ходе первой игры. Каин, по сути дела, восстановивший почти уничтоженный род вампиров, передал им определённое свойство, отсутствовавшее у потомков Ворадора: с возрастом потомки Каина мутировали, принимая новые, временами гротескные формы.

#### Древние
За тысячи лет до Каина и Разиэля Носгот был домом для двух древних рас — Древних вампиров и хильденов. Кроме того, в нём испокон веков обитала разумная сущность, известная как Старший бог (англ. Elder God). Старший бог — разумная и очень могущественная сущность, питающаяся душами живых существ; это один из главных антагонистов серии.
Древние вампиры, или просто Древние — вымершая раса, предки современных вампиров. Изначально Древние не обладали жаждой крови и не были «вампирами» в буквальном смысле слова. Они были высокого роста, с голубой кожей и чёрными оперенными крыльями за спиной. Древние выиграли войну с Хильденами, но Хильдены прокляли победителей, наделив их жаждой крови, бессмертием и бесплодием. Единственный персонаж этой расы, появляющийся в играх — Янос Одрон (англ. Janos Audron), он же последний Древний вампир.
Хильдены (англ. The Hylden) — раса, существовавшая в ту же временную эпоху, что и Древние вампиры, низверженная в ходе долгой войны и изгнанная в измерение демонов. Несколько персонажей-хильденов, появлявшихся в Blood Omen 2, а также фрески в Defiance, представляют собой худых гуманоидных существ, с костяными гребнями на голове, козлиными ногами светящимися зелёными глазами. Лорд хильденов, или Неназываемый, другой важный антагонист серии, принадлежит к этой расе и пытается добиться возвращения хильденов в Носгот.

## Музыка
Музыкальное сопровождение к Blood Omen: Legacy of Kain написал Стивен Хэнифин, штатный композитор Silicon Knights; часть треков была написана композитором Скоттом Шелли.
В качестве композитора над Soul Reaver работал американский музыкант Курт Харланд из группы Information Society. По словам Харланда, до того он никогда не занимался музыкой для компьютерных игр, а с разработчиками игры его свел коллега — звукорежиссер из компании Sega. Композиция Ozar Midrashim из альбома Information Society Don't Be Afraid (1997) очень понравилась сотрудникам Crystal Dynamics, и Харланд был взят в качестве композитора. Эта композиция звучит во время вступительной заставки игры, а также в одной из локаций игры.
Харланд работал над музыкальным сопровождением Soul Reaver вместе со звукорежиссёром Джимом Хеджесом. Это сотрудничество продолжалось и при разработке следующей игры — Soul Reaver 2, хотя Хеджес выступил здесь ещё и в качестве композитора, написав несколько музыкальных тем для игры. Он же является и композитором, и звукорежиссёром Blood Omen 2 — в разработке этой игры Харланд участия не принимал. В титрах Defiance упомянуты оба композитора.
| Игра          | Metacritic | GameRankings | GameStats |
| ------------- | ---------- | ------------ | --------- |
| Blood Omen    | нет оценки | 83 %         | 8.1       |
| Soul Reaver   | 91 / 100   | 89 %         | 8.9       |
| Soul Reaver 2 | 80 / 100   | 80,9 %       | 8.7       |
| Blood Omen 2  | 67 / 100   | 73 %         | 7.4       |
| Defiance      | 75 / 100   | 77 %         | 7.9       |

### Англоязычные фан-сайты
- Nosgoth.net
- thelostworlds.net — Удаленные материалы из серии
- LokFanGames — сайты и проекты по вселенной LoK
- Сайт программ для извлечения ресурсов из игр серии LoK